# Руцманце
Руцманце је насеље у општини Лепосавић на Косову и Метохији. Површина катастарске општине Борчане где је атар насеља Руцманце износи 7.888 ha. Припада месној заједници Сочаница. Руцманце је гранично село лепосавске општине према општини Косовска Митровица. Спада у планинска села. Налази се 24 km југоисточно од Лепосавићa. Гранична села су Борчане на северу и Брзанце на истоку. Средња надморска висина села је 1121м. 
У саобраћајном погледу село има неповољан положај јер је удаљено од важнијих саобраћајница. Село је смештено испод купастих узвишења која су обрасла храстовом шумом и рујем- жбунаста шибљикава биљка по коме је село добило име. 

## Демографија
- попис становништва 1948: 130
- попис становништва 1953: 139
- попис становништва 1961: 160
- попис становништва 1971: 128
- попис становништва 1981: 42
- попис становништва 1991: 12

У селу 2004. године живи 10 становника. У њему живе родови: Милићевићи, Јанићијевићи, Гаићи, Мијаиловић. Вучетићи.